# Hrotsvita de Gandersheim
Hrotsvita de Gandersheim (en latin : Hrotsvitha Gandeshemensis ; également connue sous les noms de Hroswitha, Hrotsvit, Roswitha et Hroswitha) est une poétesse et chanoinesse de l'abbaye de Gandersheim. Ses dates de naissance et de mort sont inconnues, mais elle est probablement née entre 930 et 935 et était encore vivante en 973. Son prénom peut se comprendre comme « voix forte » ou « solide renommée ».
La vierge consacrée écrivant en latin est considérée comme le premier auteur germanique de l'époque de la Renaissance Ottonienne ; elle rédigeait des ouvrages de spiritualité, des travaux historiques et les premières œuvres dramatiques après l'antiquité. Par sa chronique Gesta Oddonis, de l'histoire familiale des Ottoniens, elle a manifesté sa vénération pour l'empereur Otton le Grand.

## La vie et l'œuvre
Il n'existe que peu de sources sur la vie de Hrotsvita hormis ses écrits. Issue d'une famille de noblesse saxonne, la jeune femme a peut-être reçu sa formation aux côtés de Brunon, frère cadet du roi Otton, sous les auspices de l'évêque Rathier de Vérone. Elle est, de façon certaine, l’élève de l'abbesse Richarde et a étudié avec Gerberge, fille du duc Henri de Bavière et nièce d'Otton, qui lui succéda à la tête de l'abbaye de Gandersheim en 949.

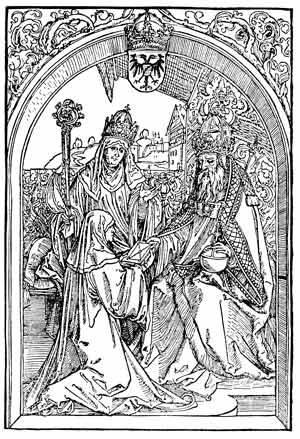
Hrotsvita remet à l'empereur Otton son œuvre, gravure sur bois d'Albrecht Dürer (1501).

Les œuvres de Hrotsvita, regroupées en trois livres, ont été principalement réalisées dans les années 950 et 960. Entre 967 et 968, elle rédige la Gesta Oddonis une épopée sur le règne des Ottoniens depuis l'an 919, commandée par l’abbesse Gerberge. Elle représente une importante source d'informations sur le règne d'Otton le Grand et les révoltes des premières années ; les conflits familiaux avec Henri de Bavière, Liudolf de Souabe et Conrad le Roux, toutefois, sont à peine mentionnés.
Vers 973, elle compose l’histoire de l’abbaye de Gandersheim, les Primordia coenobii Gandeshemensis, en un peu plus de six cents vers hexamétriques (la fin ne nous est pas parvenue). L'œuvre a probablement été créée face à l'avancement de l'abbaye voisine de Quedlinbourg fondée en 936. 
On lui doit également huit hagiographies, notamment sur Gangolf d'Avallon, Pélage de Cordoue, Basile de Césarée, Denis de Paris et Agnès de Rome, une légende racontant le pacte avec le Diable, ainsi qu'une vie de la Vierge Marie en vers. Ce sont cependant ses six pièces de théâtre (dramatica series) inspirées du poète latin Térence qui l'ont rendue célèbre. Son œuvre théâtrale est la seule qui subsiste du Haut Moyen Âge, ce qui la rend particulièrement unique. Les drames parlent de la chasteté des vierges consacrées telles qu'Irène de Thessalonique et ses sœurs.

## Postérité

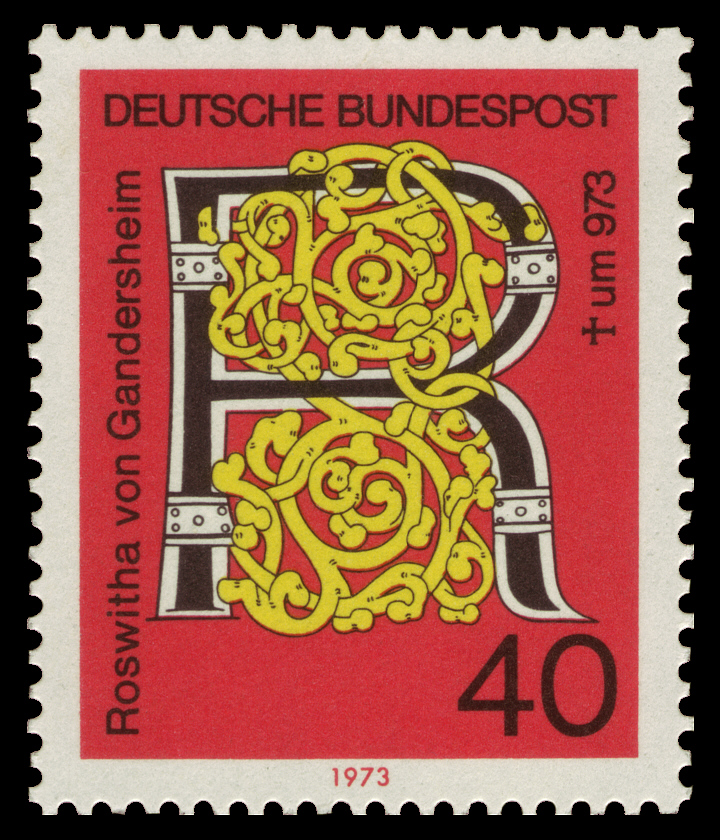
Timbre allemand de 1973 célébrant le 1000^{e} anniversaire de la mort de la poétesse.

Les œuvres de Hrotsvita sont totalement laissées de côté au Moyen Âge, puis redécouvertes vers 1494 à l'abbaye Saint-Emmeran de Ratisbonne par l’humaniste Conrad Celtes, qui édite l'Opera Hrotsvitae avec des illustrations d'Albrecht Dürer en 1501. Les écrits sont à nouveau rééditées au XIXe siècle. Les manuscrits sont conservés à la bibliothèque d'État de Bavière de Munich.
Ce sont surtout ses pièces de théâtre qui ont étonné par leur ton, inattendu de la part d’une moniale : ces pièces, qui regorgent de miracles et d’interventions célestes, recèlent aussi des déclarations d’amour enflammées, des passages drôles, des héros attachants, qui font passer sa rigidité de pensée. Son œuvre a été particulièrement appréciée en Allemagne, car elle prouvait que le génie littéraire allemand existait même en pleins « âges obscurs ». Au XIXe siècle, ses pièces ont été adaptées en France pour le théâtre de marionnettes.
En 1906, l'astéroïde (615) Roswitha fut baptisé ainsi en son honneur.
Hrotsvita jouit encore aujourd’hui d’une forte renommée : un club  qui porte son nom a été fondé en 1944 à New York, par Robert Herndon Fife ; elle figure également dans le roman La Conjuration des imbéciles de J. K. Toole. L'écrivaine fit partie des trente-neuf « convives » de l'installation The Dinner Party de l'artiste féministe Judy Chicago.
Depuis 1973, la ville de Bad Gandersheim décerne chaque année le « Prix Roswitha » à une femme de lettres. L’anneau de Roswitha est lui remis depuis 1974 à la fin de chaque saison estivale à une actrice, lors des Gandersheimer Domfestspiele.

## Éditions
- Théâtre antérieur à la Renaissance (trad. Charles Magnin), Paris, Guerin et Cie, 1835    (Wikisource), contient les pièces Abraham, Callimaque et Dulcitius
- Théâtre de Hrotsvitha, éd. et trad. Charles Magnin, Paris, Benjamin Duprat, 1845.

- Hrotsvitha von Gandersheim, Werke, éd. Helene Homeyer, Paderborn, F. Schöningh, 1973.

- Hrotsvit: Opera Omnia. Bibliotheca Scriptorum Graecorum et Romanorum Teubneriana, éd. Walter Bersсhin, Munich/Leipzig, 2001.